# Memoria de título
En educación, una memoria de título es un trabajo de investigación efectuado por un estudiante, generalmente intercedido por un profesor o tutor, para la obtención de un grado académico de educación superior.
El objetivo de la memoria de título, al contrario de una tesis doctoral, no es necesariamente realizar un aporte novedoso en algún área relacionada con los estudios de los cuales el estudiante desea titularse, sino que aplicar los conocimientos aprendidos a lo largo de todos sus años de estudios, en algún problema particular.

## Proceso
El proceso de desarrollo de una memoria de título es muy parecido al de una tesis doctoral, y consiste en los siguientes pasos:
- Elección del tutor o director: toda memoria de título debe tener al menos un profesor patrocinante. La elección del tutor suele depender, además de criterios de cercanía o relación, del tema elegido para la investigación. Además del patrocinante, es común además asignarle al alumno una comisión de profesores, que pasan a conformar, junto con el profesor patrocinante, el comité evaluador de la memoria.

- Elección del tema: el tema de una memoria de título debe ser lo suficientemente amplio como para permitir una investigación relativamente extensa, pero no tanto como para hacerla inviable; además, es de deseable que ofrezca una mejora o un nuevo punto de vista con respecto a la realidad hasta ahora existente.

- Establecimiento de un plan de trabajo: Dado que una memoria de título es un trabajo de larga duración (normalmente entre 6 meses y 1 año), es necesario realizar una planificación a largo plazo, en la que se indiquen los plazos dedicados a cada una de las tareas de la investigación.

- Documentación exhaustiva: luego de los pasos más administrativos, es preciso establecer el "estado del arte" del tema, es decir, investigar acerca de los antecedentes que existen en relación con el tema elegido. Esta investigación debe estar lo más actualizada posible, para lo cual suelen emplearse recursos como las bases de datos bibliográficas.

- Recopilación y fichado de los datos: La parte inicial de una investigación (ya sea humanística o científica) consiste en la recopilación y organización de los datos. En ambos casos son de gran utilidad las fichas bibliográficas, donde se incluye la información esencial acerca de los libros consultados.

- Parte experimental: en las investigaciones científicas, hay que hacer en muchas ocasiones experimentos para comprobar y demostrar si el supuesto inicial o hipótesis es cierto.

- Análisis de los datos: una vez recopilados los datos necesarios, sean bibliográficos, sean experimentales, el investigador debe organizarlos y analizarlos para extraer de ellos las conclusiones pertinentes (que serán en definitiva las conclusiones de la investigación).

- Redacción: es recomendable que el proceso de redacción del informe final sea simultáneo a los pasos anteriores, si bien en algunos casos la mayor parte suele estar concentrada en el tramo final de la investigación, una vez extraídos y analizados los datos. La redacción dependerá de la extensión exigida (nunca más extensa que una tesis doctoral), pero siempre debe conservar el estilo propio de los textos científicos.

- Defensa de título: Luego de entregar la memoria de título terminada al comité evaluador, de haber corregido las posibles sugerencias de este, y de haber seguido los pasos burocráticos pertinentes, el estudiante debe superar un acto de defensa pública, en el que el comité de evaluación evalúa y critica su investigación; el estudiante deberá por su parte defender la validez de su proyecto y de su metodología, tras lo cual la memoria recibe su calificación, y de ser esta positiva, el estudiante se convierte en un alumno titulado, con su correspondiente grado académico.

## Contenido de la memoria
Con respecto a la disposición final del informe de memoria, debe seguirse un patrón más o menos estándar. Por lo general el trabajo, una vez redactado, debe dividirse en los siguientes apartados:
- Introducción: Su función es contextualizar el trabajo en el campo científico en que se sitúa, y presentar los planteamientos generales acerca de sus objetivos y metodología.

- Cuerpo del trabajo: Es el núcleo de la investigación, donde se contiene la información acerca de la memoria defendida, y se demuestra su utilidad mediante la presentación y el análisis de los datos. Habitualmente, el "cuerpo" a su vez se subdivide en:

- Estado del arte: En primer lugar, deben presentarse los antecedentes científicos anteriores a la propia investigación, valorándolos críticamente.

- Metodología: Este apartado detalla los métodos científicos empleados durante la investigación, ubicando así el trabajo dentro de una corriente epistemológica determinada.

- Presentación de los datos: El verdadero centro de la memoria lo constituye una presentación clara y estructurada de los datos, que además debe ser previa y distinta a su interpretación por parte del investigador.

- Análisis y discusión: El apartado de presentación de los datos suele ser el más extenso de la memoria; sin embargo, el apartado fundamental es el dedicado al análisis y discusión de dichos datos, ya que es donde el investigador debe justificar cómo la información obtenida apoyan su tesis inicial.

- Conclusiones: Es el apartado final de toda investigación, y en él se resumen los puntos principales a los que se ha llegado tras el análisis de los datos. En este apartado no debe introducirse nueva información, sino sólo una reformulación de la ya dada en apartados anteriores.

- Bibliografía: Las fuentes de toda investigación científica deben aparecer explícitamente en el texto, citadas de forma sistemática, ya sea empleando el sistema de cita continental o el sistema de cita anglosajón.

- Índice: Para facilitar la lectura de la memoria y la localización de la información, es útil incluir índices temáticos, de nombres propios empleados, de abreviaturas, etc.

Si fuera necesario, pueden incluirse también otros apartados para adjuntar tablas, gráficos, anexos, etc.
- Datos: Q6009964